# براين كونيزكو
براين كونيزكو (بالإنجليزية: Bryan Konietzko)‏ هو مخرج للرسوم المتحركة أمريكي، وهو أيضاً مخرج منفذ ومؤلف قصة آفاتار أسطورة أنج على نكلوديون. وعمل أيضاً في رومان فيلم كمصمم شخصيات لمسلسل أسرة جاي ومساعد مخرج في مهمة هيل وملك التل. لقد كان فنان رسوم مصورة ومدير فني لنكلوديون وأخرج المسلسل الغازي زيم. إنه يُبقي على صورة مجلة على الإنترنت، حيث يحدِّثها باستمرار. لديه أيضاً فرقة موسيقية حيث أنتجت عدة ألبومات، بما في ذلك سلفنا في علاقة الحب الشديد وأثناء الليل وتحت الضوء الاصطناعي.
في 2010 مقابلة مع رئيس قناة نكلوديون سما زارجامي أكد أن براين كونيزكو وآفاتار آخر مسخر هواء الذي شارك فيه أيضاً مايكل دانتي ديمارتني أنهم يصنعون مسلسل جديد يُدعى أفاتار أسطورة كورا.

## حياته الشخصية
براين كونيزكو تخرج من مدرسة روزويل الثانوية في روزويل بجورجيا شمال أتلانتا، وبعد ذلك ذهب ليأخذ ليسانس شهادة البكالوريوس في الفنون الجميلة في الزخرفة من مدرسة التصميم رود ايلاند في 1998.
إنه حالياً يقيم في لوس أنجلوس في كاليفورنيا.

## وصلات خارجية
- الموقع الرسمي
- براين كونيزكو على موقع IMDb (الإنجليزية)
- براين كونيزكو على موقع ميوزك برينز (الإنجليزية)
- براين كونيزكو على موقع ديسكوغز (الإنجليزية)
- براين كونيزكو على موقع قاعدة بيانات الفيلم (الإنجليزية)
- الموقع الرسمي